# Centralvärme
Centralvärme är ett byggnadsuppvärmningssystem som innebär att värme från en central värmekälla fördelas till flera rum i den byggnad som ska uppvärmas.
I regel är centralvärmesystem numera vattenburna. Den centrala värmekällan värmer vatten i ett ledningssystem som distribuerar värmen till radiatorerna och där överför värmen till rummen.

## Energikällor
Vanliga källor för uppvärmning är:
Med hjälp av värmepump:
- Berg
- Mark
- Sjö
- Luft

Bränsleförbränning:
- Ved
- Olja
- Gas
- Elektricitet
- Bränslepellets

Övrigt:
- Fjärrvärme via värmeväxlare
- Solfångare som förvärmning, eller i kombination med värmepump
- Vind där mekanisk energi ger vätsketurbulens eller elektricitet

Olja eller elektricitet har den högsta energikostnaden (2011).
Luftvärmepump kan dessutom användas för kylning på sommaren. Värmekällor kan dock användas för kylning med hjälp av absorptionskylskåp. Kall luft sjunker dock neråt. Således måste kylelement sitta i taket medan värmeelement ska sitta långt ner såsom på väggar eller helst som golvvärme.

## Systemuppbyggnad
I den absolut enklaste och vanligaste formen används vatten som cirkulationsvätska och en värmekälla upphettar vätskan som fås att cirkulera med en pump till radiatorer.
Om man använder en värmekälla som bara fungerar under vissa tidsperioder som till exempel sol eller manuell vedeldning kan en ackumulatortank användas. Om man använder olja som cirkulationsvätska kan högre temperaturer användas. Värmeväxlare låter vätskor fördela temperatur utan att blandas. Värmepumpar kan omvandla en stor massa av låg temperatur till en liten massa med hög temperatur.

## Historia

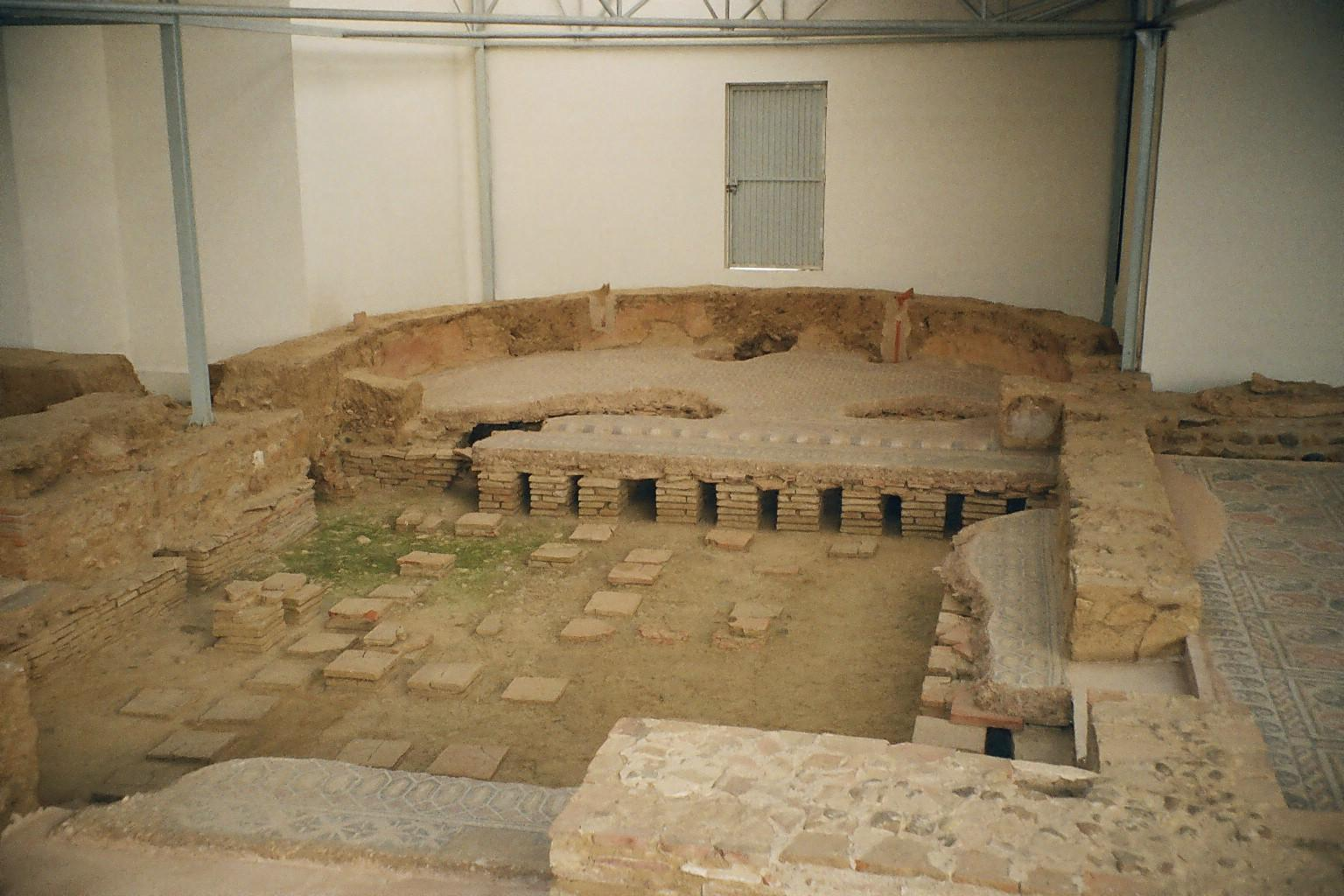
Ruiner av en hypokaust under en romersk villa.

Centralvärme har funnits länge, men i de allra flesta byggnader använde man förr lokala eldstäder, i mindre byggnader traditionellt den härd där man också lagade mat. I större byggnader användes kaminer, kakelugnar och eldstäder som var fördelade över de olika rummen.
Hypokaust var ett luftburet centralvärmesystem som uppfanns av grekerna på 200-talet f.Kr och utvecklades av romarna, och kom även att användas från medeltiden i övriga Europa, främst i kloster, slott och herrgårdar. På 1800-talet började så kallade kalorifersystem att användas, en modern variant av luftvärmesystem. Under 1800-talet utnyttjades också de ångsystem, som fanns i exempelvis sjukhus, industrier, hotell även som uppvärmningssystem. I början på 1900-talet kom vattenburna radiatorsystem att snabbt konkurrera ut dessa äldre system i Sverige.